# Schaatsenrijders
Schaatsenrijders (Gerridae) vormen een familie van de insecten en behoren tot de orde halfvleugeligen (Hemiptera). De groep werd voor het eerst wetenschappelijk beschreven door William Elford Leach in 1815.

## Kenmerken
Deze insecten hebben een langwerpig, bruin of zwart lichaam met een fluwelige beharing en korte, stevige voorpoten en lange midden- en achterpoten. De lichaamslengte varieert van 0,2 tot 3,5 cm.

## Leefwijze
Schaatsenrijders kunnen snel over het water lopen dankzij hun lange midden- en achterpoten, die het gewicht over het wateroppervlak verdelen. Prooien, die worden gelokaliseerd door middel van trillingen op het wateroppervlak, worden gevangen met de korte voorpoten.

## Voortplanting
De eieren worden meestal op drijvende waterplanten afgezet.

## Verspreiding en leefgebied
Deze familie komt wereldwijd voor in stilstaande en stromende wateren, ook in warme zeeën.

## Geslachten
- Amemboa Esaki, 1925 g
- Amemboides Polhemus & Andersen, 1984 g
- Aquarius Schellenberg, 1800 i c g b
- Asclepios Distant, 1915 g
- Austrobates Andersen & Weir, 1994 g
- Brachymetra Mayr, 1865 g
- Brachymetroides Andersen, 2000 g
- Calyptobates Polhemus & Polhemus, 1994 g
- Chimarrhometra Bianchi, 1896 g
- Ciliometra Polhemus & Polhemus, 1993 g
- Cretogerris Perrichot, Nel & Néraudeau, 2005 g
- Cryptobates Esaki, 1929 g
- Cylindrobates Wappler & Andersen, 2004 g
- Cylindrostethus Fieber, 1861 g
- Electrobates Andersen & Poinar, 1992 g
- Electrogerris Andersen, 2000 g
- Eobates Drake & Harris, 1934 g
- Eotrechus Kirkaldy, 1902 g
- Eurygerris Hungerford & Matsuda, 1958 g
- Gerris Fabricius, 1794 i c g b
- Gerrisella Poisson, 1940 d
- Gigantometra  (China, 1925) d
- Halobates Eschscholtz, 1822 i c g b
- Heterobates Bianchi, 1896
- Iobates Polhemus & Polhemus, 1993 g
- Lathriobates Polhemus, 2004 g
- Limnogonus Stål, 1868 i c g b
- Limnometra Mayr, 1865 g
- Limnoporus Stål, 1868 i c g b
- Lutetiabates Wappler & Andersen, 2004 g
- Metrobates Uhler, 1871 i c g b
- Metrobatopsis Esaki, 1926 g
- Metrocoris Mayr, 1865 g
- Naboandelus Distant, 1910 g
- Neogerris Matsumura, 1913 i c g b
- Onychotrechus Kirkaldy, 1903 g
- Ovatametra Kenaga, 1942 g
- Palaeogerris Andersen, 1998 g
- Pleciobates Esaki, 1930 g
- Potamobates Champion, 1898 g
- Potamometropsis Lundblad, 1933 g
- Pseudohalobates J.Polhemus & D.Polhemus, 1996 g
- Ptilomera Amyot & Serville, 1843 g
- Rhagadotarsus Breddin, 1905 g
- Rheumatobates Bergroth, 1892 i c g b
- Rheumatometroides Hungerford & Matsuda, 1958 g
- Rhyacobates Esaki, 1923 g
- Stenobates Esaki, 1927 g
- Stenobatopsis J.Polhemus & D.Polhemus, 1996 g
- Stygiobates Polhemus & Polhemus, 1993 g
- Succineogerris Andersen, 2000 g
- Tachygerris Drake, 1957 g
- Telmatometra Bergroth, 1908 g
- Telmatometroides J.Polhemus, 1991 g
- Telmatrechus Scudder, 1890 g
- Tenagogerris Stål, 1853 d
- Tenagogonus Stål, 1853 g
- Tenagometra Poisson, 1949 d
- Tenagometrella Poisson, 1958
- Thetibates Polhemus & Polhemus, 1996 g
- Trepobates Uhler, 1883 i c g b

Bronnen: i =ITIS, c = Catalogue of Life, g = GBIF, b = Bugguide.net, d = Damgaard et al. 2014

## In Nederland en België voorkomende soorten
- Genus: Aquarius
  - Aquarius najas - (Beekschaatsenrijder)
  - Aquarius paludum - (Grote schaatsenrijder)
- Genus: Gerris
  - Gerris argentatus - (Zilveren schaatsenrijder)
  - Gerris gibbifer - (Bosschaatsenrijder)
  - Gerris lacustris - (Poelschaatsenrijder)
  - Gerris lateralis - (Rossige schaatsenrijder)
  - Gerris odontogaster - (Buiktandje)
  - Gerris thoracicus - (Bruine schaatsenrijder)
- Genus: Limnoporus
  - Limnoporus rufoscutellatus - (Zwervende schaatsenrijder)

## Afbeeldingen

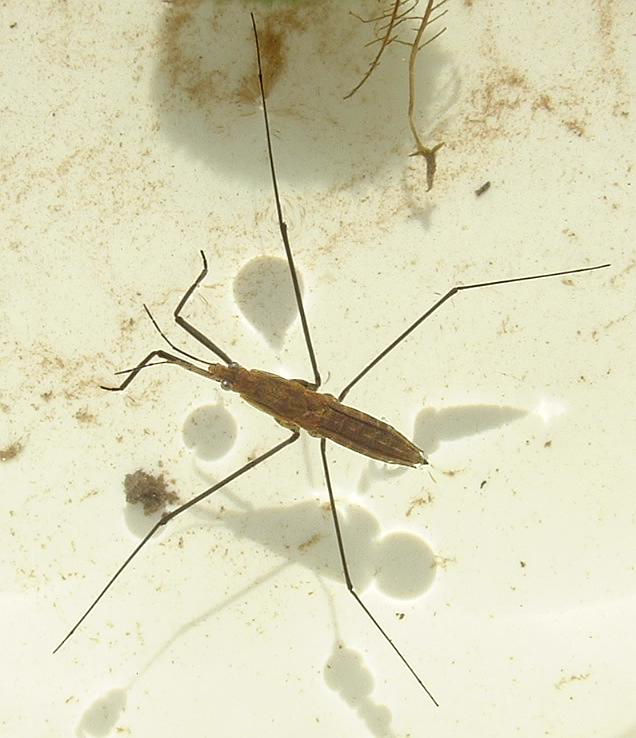
Aquarius najas
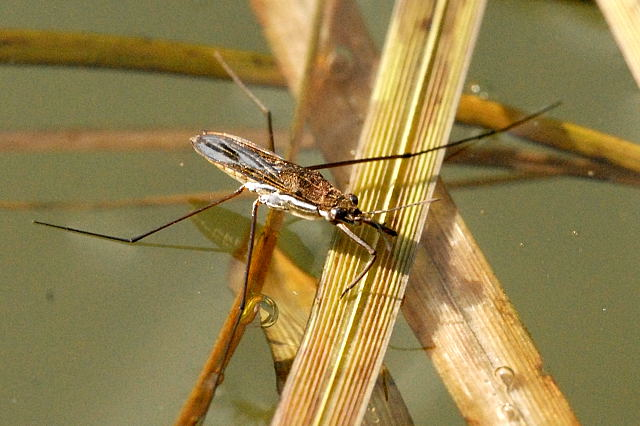
Gerris gibbifer
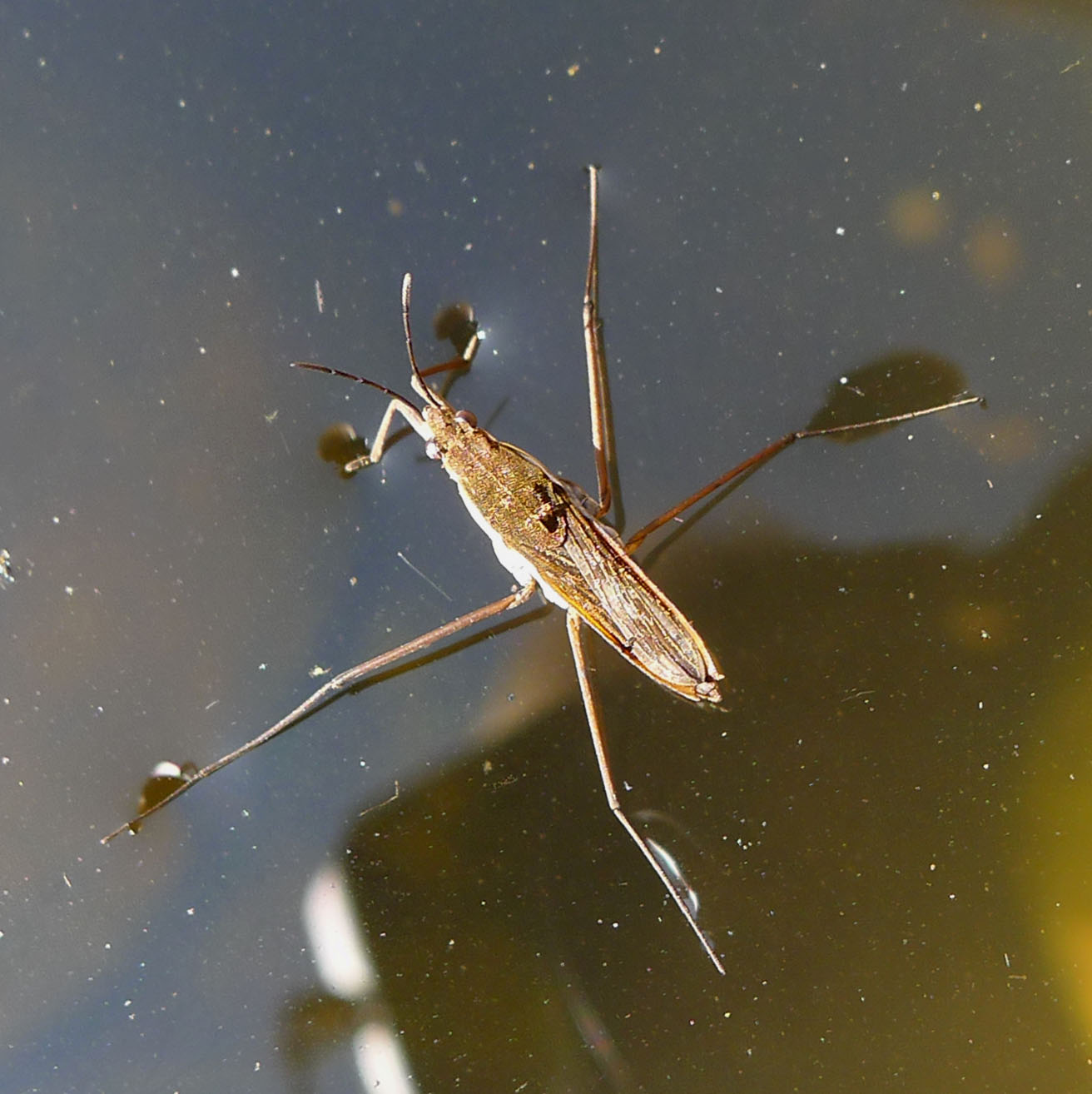
Gerris lacustris
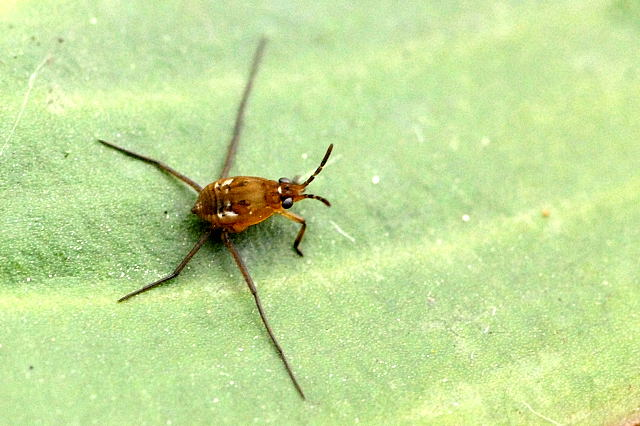
Gerris odontogaster (nimf)
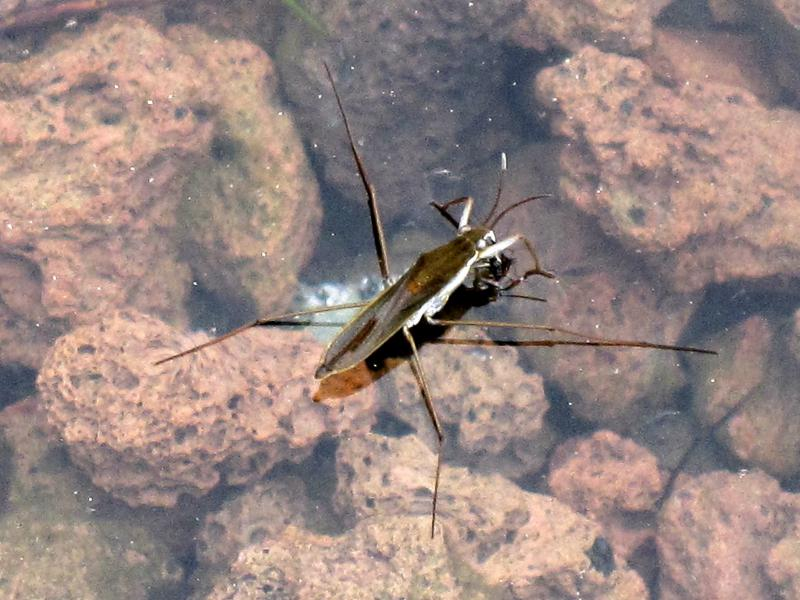
Gerris thoracicus
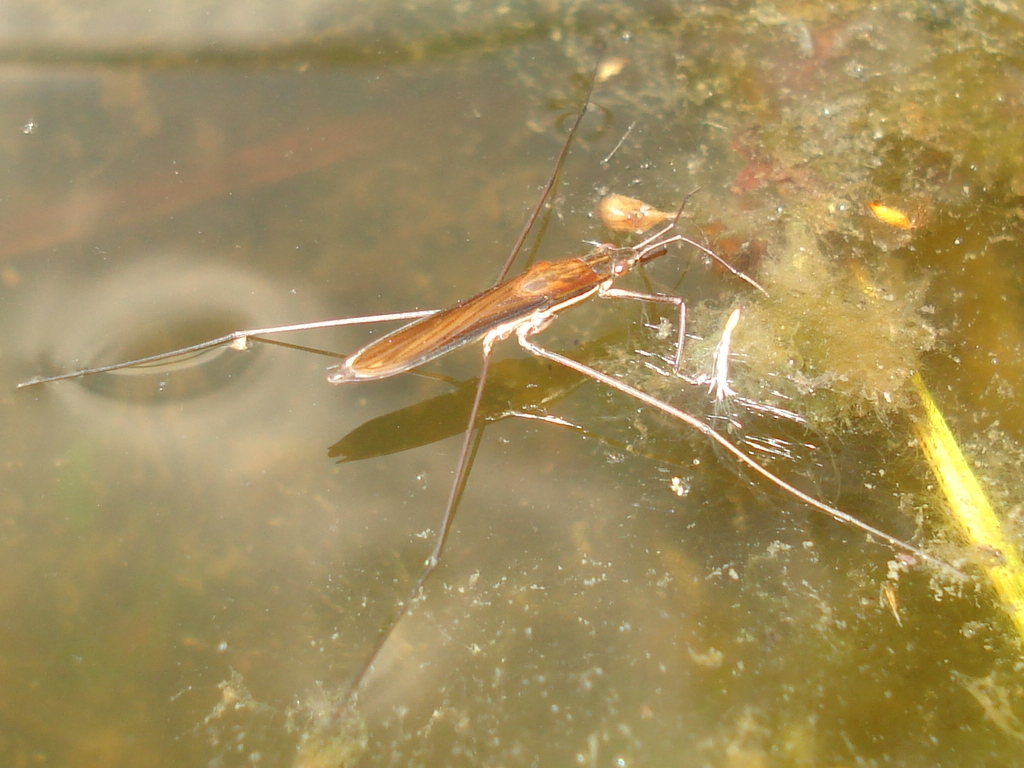
Limnoporus rufoscutellatus